# Adonisea scarletina
Adonisea scarletina är en fjärilsart som beskrevs av Smith 1900. Adonisea scarletina ingår i släktet Adonisea och familjen nattflyn. Inga underarter finns listade i Catalogue of Life.